# Pteronemobius cristobalensis
Pteronemobius cristobalensis is een rechtvleugelig insect uit de familie krekels (Gryllidae). De wetenschappelijke naam van deze soort is voor het eerst geldig gepubliceerd in 1998 door Otte & Peck.